# Listă de actori - S
|  | Listă de actori \| \| Listă de actori - S \| Liste alfabetice de actori și actrițe \| Listă de actrițe A - B - C - D - E - F - G - H - I - J - K - L - M - N - O - P - Q - R - S - T - U - V - W - X - Y - Z |

## Actori - S
| - S.Z. Sakall (1884 - 1955) - Renato Salvatori (1933 - 1988) - Udo Samel (* 1953) - Adam Sandler (* 1966) - Erol Sander (* 1968) - Otto Sander (1941-2013) - George Sanders (1906 - 1972) - Julian Sands (* 1958) - Chris Sarandon (* 1942) - Dick Sargent (1930 - 1994) - Ben Savage (* 1980) - Fred Savage (* 1976) - Telly Savalas (1924 - 1994) - John Saxon (* 1935) - Stephan Schad (* 1964) - Roy Scheider (* 1932) - Maximilian Schell (1930 - 2014) - Josef Schildkraut (1896 - 1964) - Gisela Schlüter (1919-1995) - Henning Schlüter (1927 - 2000) - Harald Schmidt (* 1957) - Peer Schmidt (* 1926) - Kurt Schmidtchen (1930 - 2003) - Karl Schönböck (1909 - 2001) - Albrecht Schoenhals (1888 - 1978) - Dietmar Schönherr (* 1926) - Vito Scotti (1918 - 1996) - Max Schreck (1879 - 1936) - Liev Schreiber (* 1967) - Carl-Heinz Schroth (1902 - 1989) - Horst Schroth (* 1948) - Siegfried Schürenberg (1900 - 1993) - Arnold Schwarzenegger (* 1947) - Klaus Schwarzkopf (1922 - 1991) - Til Schweiger (* 1963) - David Schwimmer (* 1966) - Dougray Scott (* 1965) - Paul Scofield (1922 - 2008) - George C. Scott (1927 - 1999) | - Randolph Scott (1898 - 1987) - Terry Scott (1927 - 1994) - Bob Seagren (* 1946) - Walter Sedlmayr (1926 - 1990) - George Segal (* 1934) - Manfred Seipold (1941 - 1989) - Edgar Selge (* 1948) - Tom Selleck (* 1945) - Peter Sellers (1925 - 1980) - Martin Semmelrogge (* 1955) - Willy Semmelrogge (1923 - 1984) - Michel Serrault (* 1928) - Jochen Senf (* 1942) - Omar Sharif (1932 - 2015) - William Shatner (* 1931) - Robert Shaw (1927 - 1978) - Dick Shawn (1924 - 1987) - Charlie Sheen (* 1965) - Martin Sheen (* 1940) - Michael Sheen (* 1969) - Sam Shepard (* 1943) - Armin Shimerman (* 1949) - Martin Short (* 1951) - Henry Silva (* 1928) - Phil Silvers (1911 - 1985) - Alastair Sim (1900 - 1976) - Oskar Sima (1896 - 1969) - Günther Simon (1925 - 1972) - Paul Simon (* 1941) - Frank Sinatra (1915 - 1998) - Gideon Singer (* 1926) - Gary Sinise (* 1955) - Tom Sizemore (* 1964) - Red Skelton (1913 - 1997) - Tom Skerritt (* 1933) - Christian Slater (* 1969) - Will Smith (* 1968) | - Wesley Snipes (* 1962) - Peter Sodann (* 1936) - Hans Söhnker (1903 - 1981) - Alberto Sordi (1920 - 2003) - Paul Sorvino (* 1939) - Kevin Spacey (* 1959) - James Spader (* 1960) - Bud Spencer (* 1929, Carlo Pedersoli) - Steven Spielberg (* 1946) - Ove Sprogøe (1919 - 2004) - Al St. John (1893 - 1963) - Viktor Staal (1909 - 1982) - Robert Stack (1919 - 2003) - Frederick Stafford (1928 - 1979) - Sylvester Stallone (* 1946) - Terence Stamp (* 1939) - Lionel Stander (1908 - 1994) - Harry Dean Stanton (* 1926) - Graham Stark (* 1922) - Traudl Stark (* 1930) - Rod Steiger (1925 - 2002) - Benno Sterzenbach (1916 - 1985) - Andrew Stevens (* 1955) - James Stewart (1908 - 1997) - Ben Stiller (* 1965) - Sting (* 1951) - Eric Stoltz (* 1961) - Harold Stone (1913 - 2005) - Paolo Stoppa (1906 - 1988) - Günter Strack (1929 - 1999) - Lee Strasberg (1901 - 1982) - Peter Strauss (* 1947) - Stefan Stricker (* 1963) - Dave Strickland (1969 - 1999) - Levi Stubbs (* 1936) - Donald Sutherland (* 1934) - Kiefer Sutherland (* 1966) - Patrick Swayze (* 1952) |

## Actrițe
|  | Listă de actrițe \| \| Listă de actori \| Liste alfabetice de actori și actrițe \| Listă de actrițe A - B - C - D - E - F - G - H - I - J - K - L - M - N - O - P - Q - R - S - T - U - V - W - X - Y - Z |